# Pat Andrea
 (avril 2023).
Si vous disposez d'ouvrages ou d'articles de référence ou si vous connaissez des sites web de qualité traitant du thème abordé ici, merci de compléter l'article en donnant les références utiles à sa vérifiabilité et en les liant à la section « Notes et références ».
 (avril 2023).
La mise en forme du texte ne suit pas les recommandations de Wikipédia : il faut le « wikifier ».
Les points d'amélioration suivants sont les cas les plus fréquents :
- Les titres sont pré-formatés par le logiciel. Ils ne sont ni en capitales, ni en gras.
- Le texte ne doit pas être écrit en capitales (les noms de famille non plus), ni en gras, ni en italique, ni en « petit »…
- Le gras n'est utilisé que pour surligner le titre de l'article dans l'introduction, une seule fois.
- L'italique est rarement utilisé : mots en langue étrangère, titres d'œuvres, noms de bateaux, etc.
- Les citations ne sont pas en italique mais en corps de texte normal. Elles sont entourées par des guillemets français : « et ».
- Les listes à puces sont à éviter, des paragraphes rédigés étant largement préférés. Les tableaux sont à réserver à la présentation de données structurées (résultats, etc.).
- Les appels de note de bas de page (petits chiffres en exposant, introduits par l'outil «  Source ») sont à placer entre la fin de phrase et le point final[comme ça].
- Les liens internes (vers d'autres articles de Wikipédia) sont à choisir avec parcimonie. Créez des liens vers des articles approfondissant le sujet. Les termes génériques sans rapport avec le sujet sont à éviter, ainsi que les répétitions de liens vers un même terme.
- Les liens externes sont à placer uniquement dans une section « Liens externes », à la fin de l'article. Ces liens sont à choisir avec parcimonie suivant les règles définies. Si un lien sert de source à l'article, son insertion dans le texte est à faire par les notes de bas de page.
- La présentation des références doit suivre les conventions bibliographiques. Il est recommandé d'utiliser les modèles {{Ouvrage}}, {{Chapitre}}, {{Article}}, {{Lien web}} et/ou {{Bibliographie}}. Le mode d'édition visuel peut mettre en forme automatiquement les références.
- Insérer une infobox (cadre d'informations à droite) n'est pas obligatoire pour parachever la mise en page.

Pour une aide détaillée, merci de consulter Aide:Wikification.
Si vous pensez que ces points ont été résolus, vous pouvez retirer ce bandeau et améliorer la mise en forme d'un autre article.
Pat Andrea, né le 25 juin 1942, à La Haye, est un peintre et sculpteur néerlandais. Son travail peut être rapproché du courant de la Neue Subjektivität (de) (Nouvelle Subjectivité), terme inventé par Marcel Reich-Ranicki pour désigner un courant littéraire. Ce terme est également employé par Jean Clair pour parler des artistes regroupés lors de l’exposition internationale au Musée national d’Art moderne de Paris en 1976.
Ses parents, l’illustratrice Metti Naezer et le peintre Kees Andrea, lui transmettent leur passion pour l’art.

## Biographie

### Académie Royale des Beaux-Arts, La Haye (1960-1965)
Étudiant au Gymnasium Haganum à La Haye dans les années 1950, Pat Andrea hésite entre sa passion pour le dessin et la médecine. En 1960, il intègre l’Académie royale des beaux-arts de La Haye où il rencontre le peintre Co Westerik (en) (1924-2018), qui deviendra son mentor.
En 1963, à vingt ans, il gagne le Prix Royal de Peinture.

### Début de carrière (1967-1970)
À la fin de ses études, Pat Andrea participe à diverses expositions aux Pays-Bas. En 1968, à l’occasion d’une exposition au Kunstmuseum Den Haag, il fait la rencontre de Pierre Sterckx. Ce dernier, participe à l’internationalisation de ses œuvres en les présentant en Belgique. Par ailleurs, Pat Andrea et ses collègues Walter Nobbe et Peter Blokhuis, fondent le groupe ABN, associé au mouvement New Hague School.

### Reconnaissance (1970)
La reconnaissance de Pat Andrea s’affirme dans les années 1970.
En 1971, la couronne des Pays-Bas lui décerne son deuxième Prix  Royal de la Peinture Libre (nl). En 1976, il expose pour la première fois à Paris au sein de la galerie Jean Briance à la suite d’une invitation de Jean Clair. Ce dernier le convie de nouveau l’année suivante à participer au second volet de l’exposition « La nouvelle subjectivité », dans le cadre du Festival d’automne à Paris, avec, notamment, Jim Dine, David Hockney ou encore Peter Blake, puis au Palais des Beaux-Arts de Bruxelles en 1979.

### Voyage en Amérique du Sud (1976-1979)
À la suite de l’exposition à la galerie Jean Briance à Paris, Pat Andrea a l’occasion de voyager en Amérique du Sud où il découvre le Pérou, la Bolivie et l’Argentine. Profondément marqué par le contexte politique et social de la dictature du général Videla, Pat Andrea, arrivé en Argentine au lendemain du coup d’état du dictateur, réalise dans les années suivantes une série de trente-quatre dessins dénonçant la violence de ce régime. Cette expérience influence durablement son travail. En 1978, il expose à la galeria Arte Múltiple à Buenos Aires.

### Reconnaissance internationale (1980)
Dans les années 1980, Pat Andrea travaille à La Haye, à Paris, à Buenos Aires où il illustre des magazines culturels, artistiques ou encore littéraires. Il expose dans différentes villes telles que Amsterdam, Bruxelles, Buenos Aires, La Haye, Paris, Milan, Madrid, Atlanta, Chicago, Fribourg, Lyon et Los Angeles. Son travail est également montré lors d’événements internationaux notables tels que la FIAC, Art Chicago ou encore l’ARCO.
À partir de 1989, il exécute ses premières sculptures.

### Carrière actuelle
La suite de son parcours est marquée par de prestigieuses et nombreuses expositions. En 1984, Pat Andrea expose dans l’une des plus grandes galeries d’avant-garde en Espagne, la galerie Juana Mordó à Madrid. Au cours des années 1990, ce sont plus de soixante-dix expositions réalisées dans des institutions, galeries, musées et événements artistiques.
En plus d’expositions internationales, il commence à illustrer en très grands formats, à partir de 2003, sur la demande de l'éditrice Diane de Selliers, deux contes de Lewis Carroll : Les Aventures d’Alice au pays des merveilles et De l'autre côté du miroir. La parution de l'ouvrage, en 2006, est suivie de nombreuses expositions des originaux, dont celle présentée au château de Chenonceau, en 2007, ou encore aux Arts Santa Monica à Barcelone, en 2010, ou au Musée Coleccion Fortabat à Buenos Aires en 2014. En 2021, le MORE Museum de Gorssel lui consacre une importante rétrospective « ¿QUÉ PASA? », abordant notamment les thèmes de la femme fatale, des conflits internationaux ou de l’Argentine.

## Œuvre

### Artiste et professeur
Pat Andrea est invité à présenter son travail lors de la conférence « Jeunesse et Arts Plastiques » organisée par Pierre Sterckx à Bruxelles en 1983.
Il est également à l’initiative d’un atelier de dessin et de collage à l’École de Recherche Graphique à Bruxelles.
En 1998, il est nommé professeur aux Beaux-Arts de Paris où il enseignera jusqu’en 2007.
Le 6 mars 2002, il est élu membre Correspondant à l'Académie des Beaux-Arts de l’Institut de France.

### Influences
Pat Andrea affectionne les Maîtres du Quattrocento et les Primitifs flamands. L'œuvre de Pat Andrea offre à découvrir une composition construite selon les règles classiques tout en étant renversée et bousculée par un désordre « baroque ».
L’utilisation de la caséine dans sa technique, peu commune parmi ses contemporains, est également le reflet de ses origines géographiques, cette protéine étant utilisée dans la peinture hollandaise.

### Peinture
Les œuvres de Pat Andrea racontent une histoire, souvent personnelle. L’artiste introduit des perturbations qui modifient la narration initiale de la composition. La tension est essentielle dans ses recherches et dans son travail.
Kees Broos, dans le cadre de l’exposition personnelle de l’artiste à la F.I.A.C.’85 à Paris, explique que « dans l’œuvre de Pat Andrea tout converge vers l’action dramatique. Les acteurs du drame, êtres humains, animaux, plantes et artifices, ont été sélectionnés afin de représenter chacune de ses catégories. Les êtres humains – l’homme, la femme, la fille – sont les acteurs attitrés du répertoire. Mais le drame ne s’accomplit pas que par la technique du dessin et des arts picturaux ; il s’y rapporte forcément ».  
Pour appuyer ses recherches, l’artiste convoque des thématiques récurrentes dans son travail, comme la violence, le sexe ou encore la mort. C’est d’ailleurs tout son propos : « ma peinture s’occupe de l’espèce humaine. »
Certains sujets sont récurrents. Ainsi, la représentation de la femme, systématiquement sexuée, émerge et laisse transparaître une sensualité et un érotisme particulier. L’artiste n’est cependant pas en quête de provocation : « Dans ma peinture, les organes sexuels, en tout cas, ne jouent pas un rôle exceptionnel. Ils sont là s’ils doivent y être d’une façon logique. Pour ma part, la provocation ne me concerne pas. J’ai plutôt envie de montrer le comportement humain comme quelque chose d’intriguant, de séduisant, et aussi un peu ridicule. Montrer tout cela sans retenue, voilà l’intrigue de mes images : la danse, le rituel d’approche, les jeux du sexe, qui ne se sont ni heureux, ni faciles. »
La figure du chien occupe également une place très importante dans l’œuvre de Pat Andrea : « Mes images ont presque toujours deux personnes, pas souvent une seule. Parfois trois, et un des trois serait un chien. Le numéro trois "apporte" la tension. »
Le canidé est souvent cantonné à un rôle purement plastique et esthétique, comme l’explique l’artiste : « Au commencement, le chien est entré dans ma peinture d’une façon physique et formelle ».
Le lien avec la bestialité est retranscrit par un procédé tout autre : la représentation du cri. C’est une expression qui revient fréquemment dans les œuvres de Pat Andrea : « Le cri, je ne l’écoute pas dans la peinture, je le vois seulement […]. Ce serait le signe d’une émotion guidée par l’ADN. Je tente de monumentaliser le cri. Je voudrais que ce soit le cri de toujours. […] Ce cri silencieux est une manière de donner forme à ces tensions. C’est une émotion. Ni la mienne, ni celle de quelqu’un. Disons, pour faire écho à Bacon : " le cri, mais pas le Je". »

## Vie personnelle
Pat Andrea est marié avec l’artiste d’origine argentine Cristina Ruiz Guiñazu. Ils ont deux enfants, Mateo Andrea et Azul Andrea, tous les deux peintres. Les expositions « All 4 Art » mettent en lumière les œuvres de la famille.

## Expositions et collections

### Sélection expositions individuelles
- 1966 - Gallery 20, Amsterdam

- 1968 - Kunstmuseum Den Haag, La Haye

- 1978 - Palais des Beaux-Arts, Bruxelles

- Kunstmuseum Den Haag, La Haye

- 1982 - FIAC, Paris, one-man-show, Elisabeth Franck gallery, Paris

- 1986 - Palais de glace (Palais National des Arts), Buenos Aires

- 1992 - Centro de Arte Contemporáneo, Córdoba (rétrospective)

- 1993 - Stedelijk Museum, Schiedam (retrospective)

- 1994 - Institut néerlandais, Paris (rétrospective)

- 2000 - Villa Tamaris, La-Seyne-sur-Mer (rétrospective)

- 2001 - Frissiras Museum, Athènes (rétrospective)

- 2006 - MACUF, La Coruña (rétrospective)

- 2007 - Château de Chenonceau, Chenonceau (Alice)

- 2009 - Musée des Beaux-Arts, Calais (Pat & Alice)

- 2014 - Fortabat Art Collection, Buenos Aires

- 2021 - MORE Museum, Gorssel (rétrospective)

- 2022 - Galerie les Arts dessinés, Huberty & Breyne, Paris

### Principales collections publiques
- Boijmans van Beuningen, Rotterdam
- Centre Georges Pompidou, Paris
- Fondation Maeght, Saint-Paul-de-Vence.
- Museum Nacional de Bellas Artes, Buenos Aires
- Kunstmuseum Den Haag, La Haye
- Instituut Collectie Nederland, Amsterdam
- MORE Museum, Gorssel
- Musée d’Art Moderne et d’Art contemporain, Nice
- Musée d'Art Moderne et d’Art contemporain, Liège
- Musée des Beaux-Arts, Calais
- Musée Olympique, Lausanne
- Frissiras Museum, Athènes
- Museum of Modern Art, New York
- Museum of Modern Art, Arnhem
- Stedelijk Museum, Amsterdam
- Stedelijk Museum, Schiedam
- Musée de la Carte à Jouer, Issy-les-Moulineaux[21]
- Fondation d’art contemporain Daniel et Florence Guerlain, Centre Pompidou, Paris[22]
- Fonds national d’Art contemporain, Paris